# Strzechwowce
Strzechwowce (Grimmiales M. Fleisch.) – rząd mchów (prątników) z podklasy Dicranidae. Obejmuje 4 rodziny (dawniej wyróżniano tu tylko jedną rodzinę strzechwowate Grimmiaceae). Rośliny te występują na wszystkich kontynentach. Do polskiej flory należy 56 gatunków z rodziny strzechwowatych, 13 gatunków z drobniaczkowatych i jeden z bruzdoczepkowatych. Niemal wszystkie gatunki z tego rzędu są roślinami naskalnymi.

## Morfologia
GametofitRośliny o łodyżkach wzniesionych, często kępkowe, poduszkowe lub tworzące darnie. Listki jajowate do równowąskich, bardzo często z hyalinowym kończykiem.
SporofitSeta prosto wzniesiona lub wygięta, o różnej długości u różnych przedstawicieli. Zarodnia kulista lub walcowata, gładka lub bruzdowana. Perystom zwykle obecny i pojedynczy. Czepek kapturkowaty.

## Systematyka
Rząd strzechwowce Grimmiales M. Fleisch. należy do podklasy Dicranidae Doweld, klasy prątniki Bryopsida Rothm., podgromady Bryophytina Engler, gromady mchy Bryophyta Schimp. Do rzędu w ujęciu Goffineta i in. należą cztery rodziny.
Wykaz rodzin
- Saelaniaceae Ignatov & Fedosov.
- Grimmiaceae Arn. – strzechwowate
- Ptychomitriaceae Schimp. – bruzdoczepkowate
- Seligeriaceae Schimp. – drobniaczkowate